# Собор Маринги
23°25′35″ пд. ш. 51°56′18″ зх. д. / 23.426286° пд. ш. 51.938208° зх. д.
Собор Маринги або Мала кафедральна базиліка Носа Сеньора да Глорія (порт. Catedral Basílica Menor Nossa Senhora da Glória) — римо-католицька церква в місті Маринга, Парана, Бразилія. Це кафедральний собор архідієцезії Маринга і носить титул малої базиліки.

## Короткий опис
Висота собору становить 124 метри, таким чином він є найвищою церквою в Південній Америці. Будівництво було завершено в 1972 році. Архітектор Хосе Аугусто Беллуччі. При зовнішній висоті 114 метрів і десятиметровому баштовому хресті внутрішня висота собору становить 84 метри. При зовнішньому діаметрі 50 метрів і внутрішньому 38 метрів храм може вмістити 4500 вірян. Семиметрове дерев'яне розп'яття створив Конрадо Мозер.
Наріжний камінь собору є шматком мармуру з базиліки Святого Петра. Він був закладений 15 серпня 1958 р., а раніше — Папа Пій XII. благословив спорудження собору в Римі. Церква була збудована в період з липня 1959 року до 25 травня 1972 року, коли відзначався 25-та річниця заснування міста Маринга. 21 січня 1982 року Папа Римський Іван Павло II надав собору статус малої базиліки.